# Edward Cavendish (10e duc de Devonshire)
Edward William Spencer Cavendish, 10e duc de Devonshire, né le 6 mai 1895 à Londres et mort le 26 novembre 1950 à Eastbourne, connu sous le nom de marquis de Hartington de 1908 à 1938, est un homme politique britannique. Il est à la tête de la branche Devonshire de la maison Cavendish. Il fait carrière dans l'armée et en politique et est un franc-maçon important. Sa mort subite, apparemment d'une crise cardiaque à l'âge de cinquante-cinq ans, est survenue en présence du tueur en série présumé John Bodkin Adams.

## Jeunesse
Il est né dans la paroisse de St George in the East, Stepney, Londres, le fils de Victor Cavendish et de son épouse, Evelyn Petty-Fitzmaurice. En 1908, son père Victor devient 9e duc de Devonshire, et Edward est appelé par le titre de courtoisie de marquis de Hartington. Il fait ses études au Collège d'Eton et au Trinity College de Cambridge. 
Il est, après la mort de son père, le propriétaire de Chatsworth House et l'un des plus grands propriétaires fonciers privés de Grande-Bretagne et d'Irlande. 

## Carrière militaire
Il commence par servir dans l'armée territoriale en tant que sous-lieutenant dans le Derbyshire Yeomanry en 1913. 
Mobilisé au déclenchement de la Première Guerre mondiale, il est aide de camp (ADC) dans l'état-major au quartier général du corps expéditionnaire britannique. En 1916, promu capitaine, il rejoint son régiment, en Égypte, et sert dans les dernières étapes de la campagne des Dardanelles. Il retourne ensuite en France, s'attache au renseignement militaire, puis au War Office et à la mission militaire britannique à Paris, et est mentionné à deux reprises dans des dépêches . En 1919, il fait partie de la délégation de paix britannique qui assiste à la signature du Traité de Versailles et reçoit l'Ordre de l'Empire britannique. Il est également fait chevalier de la Légion d'honneur française. 
Il continue à servir après la guerre avec son régiment, qui est devenu la 24 (Derbyshire Yeomanry) Armored Car Company du Royal Tank Regiment en 1923. Il est promu major en 1932 et lieutenant-colonel en 1935 . Il reçoit la décoration territoriale. Il est également colonel honoraire du 6e bataillon des Sherwood Foresters de 1917 à 1937, et de son successeur, le 40e bataillon antiaérien (Sherwood Foresters) des Royal Engineers. 

## Carrière politique
Il se présente sans succès en tant que candidat conservateur à deux reprises, aux élections générales de 1918 pour le nord-est du Derbyshire et en 1922 pour le West Derbyshire, avant d'être élu à ce siège en 1923 et de le conserver jusqu'à ce qu'il accède à la pairie de son père et entre à la Chambre des lords en 1938. Il est ministre dans le gouvernement de guerre de Winston Churchill en tant que sous-secrétaire d'État parlementaire pour l'Inde et la Birmanie (1940-1942) et pour les colonies (1942-1945). 
Il sert également dans le gouvernement local du Derbyshire. Il est nommé juge de paix pour le comté en 1917 et lieutenant adjoint en 1936, devenant finalement Lord Lieutenant du comté de 1938 jusqu'à sa mort . Il est maire de Buxton en 1920–21. 
Il est président de l'Overseas Settlement Board en 1936 et High Steward de l'Université de Cambridge et chancelier de l'Université de Leeds de 1938 à 1950. Il est administrateur de l'Alliance Insurance Company of Britain et de la Bank of Australasia. Il est président de la Zoological Society of London en 1948. 
Il est franc-maçon et Grand Maître de la Grande Loge unie d'Angleterre de 1947 à 1950[réf. nécessaire].

## Famille
La sœur du duc, Dorothy est mariée au premier ministre Harold Macmillan. Le jeune frère du duc, Charles, épouse la danseuse Adele Astaire, sœur de Fred Astaire. 
En 1917, il épouse Mary Gascoyne-Cecil, petite-fille du Premier ministre Robert Gascoyne-Cecil, 3e marquis de Salisbury. Ils ont cinq enfants: 
- William Cavendish (marquis de Hartington) (en) (1917-1944), tué au combat pendant la Seconde Guerre mondiale. Marié à Kathleen Kennedy, sœur de John Fitzgerald Kennedy.
- Andrew Cavendish (11e duc de Devonshire) (1920–2004), plus tard marquis de Hartington (1944–1950) et 11e duc de Devonshire (1950–2004). Marié avec Deborah Mitford.
- Mary Cavendish (6 novembre 1922-17 novembre 1922).
- Elizabeth Georgiana Alice Cavendish (24 avril 1926-15 septembre 2018).
- Anne Evelyn Beatrice Cavendish (6 novembre 1927 - 9 août 2010) une visiteuse de prison qui épouse Michael Lambert Tree[5].

Le 26 novembre 1950, il est victime d'une crise cardiaque et meurt à Eastbourne en présence de son médecin généraliste, John Bodkin Adams, le tueur en série présumé. Bien que le duc n'ait pas vu de médecin dans les 14 jours précédant sa mort, le coroner n'est pas averti comme il aurait dû l'être. Adams signe le certificat de décès déclarant que le duc est mort de causes naturelles. Treize jours plus tôt, Edith Alice Morrell - une autre patiente d'Adams - est également décédée. L'historienne Pamela Cullen spécule que, comme le duc est le chef de la franc-maçonnerie britannique, Adams - un membre du fondamentaliste Plymouth Brethren - aurait été motivé à refuser le traitement vital nécessaire, puisque le "Grand Maître d'Angleterre aurait été vu par certains des Frères de Plymouth comme Satan incarné ". Aucune enquête policière appropriée n'a jamais été menée sur le décès. 
Adams est jugé en 1957 pour le meurtre de Morrell, mais acquitté de manière controversée,. Le procureur est le procureur général Reginald Manningham-Buller, un cousin éloigné du duc (via leur ancêtre commun, George Cavendish). Cullen demande pourquoi Manningham-Buller n'a pas interrogé Adams au sujet de la mort du duc, et suggère qu'il craignait d'attirer l'attention sur le premier ministre Harold Macmillan (le beau-frère du duc) et plus particulièrement sur sa femme qui avait une liaison extraconjugale avec Robert Boothby à l'époque. 
Le pathologiste du ministère de l'Intérieur Francis Camps relie Adams à 163 décès suspects au total, ce qui ferait de lui un précurseur de Harold Shipman. 
Le corps du duc est enterré dans le cimetière d'Edensor, Derbyshire, près de Chatsworth.

## Domaines
En 1946, le duc transfère la plupart de ses biens à son seul fils survivant dans le but d'éviter une répétition des lourdes charges de succession que le 9e duc avait dû payer en 1908. La mort surprise du duc moins de quatre ans plus tard amène à payer 80 % de droits de succession sur la valeur de l'ensemble de la succession. S'il avait vécu plus longtemps, la valeur imposable aurait été progressivement réduite à zéro. La dette fiscale conduit au transfert de Hardwick Hall au National Trust et à la vente de nombreux actifs accumulés par les Devonshire, notamment des dizaines de milliers d'acres de terres et de nombreuses œuvres d'art et livres rares.